# Jaumave
Jaumave är en ort i Mexiko.   Den ligger i kommunen Jaumave och delstaten Tamaulipas, i den centrala delen av landet, 400 km norr om huvudstaden Mexico City. Jaumave ligger 753 meter över havet och antalet invånare är 4 421.
Terrängen runt Jaumave är varierad. Runt Jaumave är det mycket glesbefolkat, med 4 invånare per kvadratkilometer. Jaumave är det största samhället i trakten. Trakten runt Jaumave består i huvudsak av gräsmarker.